# Georg Adam Struve
Georg Adam Struve dit Struvius est un jurisconsulte allemand, né le 27 septembre 1619 à Magdebourg et mort le 15 décembre 1692 à Iéna. Son activité professionnelle en Saxe albertine et sa reconnaissance dans le Nord de l'Europe lui vaut d'être surnommé l'Ulpien ou le Papinien de l'Allemagne.

## Biographie
Ce professeur de droit canonique à Iéna dès 1639 accomplit une belle carrière, autant savante que politique, qui lui vaut ce surnom flatteur. En des temps profondément troublés, il est conseiller de l'électeur de Saxe et président du consistoire de Iéna.
Son fils Burkhard Gotthelf Struve est un bibliothécaire et polymathe renommé.

## Œuvres
En Allemagne, patrie des philosophes et des juristes, l'écriture latine est préservée. Louis Martin Kahle a fourni une édition augmentée de la bibliotheca philosophica de Struvius, parue en deux volumes in octo à Göttingen en 1748. Mais Burckhard Gotthelf Struve, son fils, bibliographe saxon (1671-1738) a aussi supervisé les rééditions des ouvrages paternels. Citons :
- Syngtama juris feudalis, 1672, seconde édition à Francfort, in-quarto, 1734.
- Syngtama jurisprudentiae secundum ordinum pandectarum concinnattum, 1663, seconde édition à Cologne, in-quarto, 1709.